# Mariene provincie Subantarctische Eilanden
De Mariene provincie Subantarctische Eilanden (59) (Engels: Subantarctic Islands marine province) is een biogeografische provincie en ligt in het zuidwesten van de Grote Oceaan, het zuiden van de Indische Oceaan, het zuiden van de Atlantische Oceaan en in de Zuidelijke Oceaan in het Marien rijk Zuidelijke Oceaan. De mariene provincie is vastgesteld door het World Wide Fund for Nature en The Nature Conservancy en is vernoemd naar de Sub-antarctische Eilanden.
In het zuiden grenst het gebied aan de mariene provincie Continentaal Hoog Antarctica (61).

## Geografie
De mariene provincie ligt rond het Macquarie-eiland, Heard en McDonaldeilanden, Kergueleneilanden, Crozeteilanden, Prins Edwardeilanden, Bouveteiland en Peter I-eiland.

## Biogeografie
Het gebied kent zeeleven dat houdt van arctische temperaturen.

## Mariene ecoregio's
Deze mariene provincie bestaat uit 7 mariene ecoregio's:
- Mariene ecoregio Macquarie-eiland (212)
- Mariene ecoregio Heard en McDonaldeilanden (213)
- Mariene ecoregio Kergueleneilanden (214)
- Mariene ecoregio Crozeteilanden (215)
- Mariene ecoregio Prins Edwardeilanden (216)
- Mariene ecoregio Bouveteiland (217)
- Mariene ecoregio Peter I-eiland (218)